# Маслова
Ма́слова (рос. Маслова) — присілок у складі Сосьвинського міського округу Свердловської області.
Населення — 183 особи (2010, 225 у 2002).
Національний склад населення станом на 2002 рік: росіяни — 99 %.